# Apeadero de Litém
El Apeadero de Litém es una estación de la línea del Norte perteneciente a la red de convoyes regionales de la CP. Se localiza en el PK 155,616, dentro de la localidad de Litém.
En la actualidad cuenta con servicios regionales dentro de la línea del Norte.
- Datos: Q8202385
- Multimedia: Litém halt / Q8202385